# 吉井乃歌
吉井 乃歌（よしい ののか、2003年3月19日 - ）は、日本の女優。東京都出身。所属は東宝芸能事務所 実兄は吉井一肇。
2018年10月よりドラスティックダンス"o"のカンパニーメンバーになる。

## 出演

### 舞台
- レ・ミゼラブル（2009年3月 - 4月、中日劇場 / 10月 - 11月、帝国劇場） - リトル・コゼット / リトル・エポニーヌ 役
- MITSUKO〜愛は国境を越えて〜（2011年5月、梅田芸術劇場 / 6月、青山劇場）
- 王様と私（2012年） - イン・ヤオラック王女 役
- サウンド・オブ・ミュージック（2013年） - ブリギッタ 役
- 丸美屋食品ミュージカル「アニー」（2014年4月 - 5月、青山劇場ほか） - 主演・アニー 役[1]
- グッバイ・ガール（2015年8月） - ルーシー 役[2]
- The レビュー「カーテンコールをもう一度!」（2017年1月、天王洲銀河劇場）[3]
- The レビュー「カーテンコールをもう一度！2018」 (2018年9月、ＥＸシアター六本木 ) [4]
- ミュージカル「フランケンシュタイン」(2020年1月-2月、日生劇場)
- 音楽劇「海王星」(2021年12月-2022年1月、PARCO劇場ほか)
- ミュージカル「四月は君の嘘」(2022年5月-7月、日生劇場ほか)
- ブロードウェイミュージカル「キンキーブーツ」(2022年10月-11月、東急シアターオーブほか)
- ミュージカル「DEATH TAKES A HOLIDAY」（2024年9月-11月、東急シアターオーブほか）[5]
- ミュージカル「サムシング・ロッテン!」（2025年12月-2026年1月〈予定〉、東京国際フォーラム ホールCほか）[6]

### その他
- ミドリのドレミドリ（2010年、BSフジ）
- 『北海道警事件ファイル 警部補 五条聖子 5』（2017年、テレビ東京） - 若月青葉 役
- 『化石の微笑み』(2015年、テレビ朝日)- 井沢幸子(少女時代) 役(第13回テレビ朝日21世紀新人シナリオ大賞作品)
- 青春アドベンチャー『河童の記憶』、全10回 (2019年、NHK FM)- 主人公 倉野香苗 役
- 青春アドベンチャー『隠しの国』、全15回 (2020年、NHK FM)- アヤノ 役